# Macroglossum caldum
Macroglossum caldum là một loài bướm đêm thuộc họ Sphingidae, chi Macroglossum.

## Phụ loài
- Macroglossum caldum caldum
- Macroglossum caldum philippinense Clark, 1928